# ジニトロジメチルオキサミド
ジニトロジメチルオキサミドはジメチルオキサミドの2つの窒素原子上にニトロ基が1つずつ置換した構造を持つ有機化合物である。水にはほとんど溶けず、エーテル、クロロホルムに微溶、アルコールに可溶で、アルコールから晶析すると 124 ℃で融解する針状結晶になり、融点を越える温度で分解する。
アルコール溶液中で亜鉛と酢酸で還元するとジメチルオキサミドを生じる。濃塩酸では分解しないが濃硫酸では硝酸を遊離する。過剰のアンモニア水で処理するか、少し過剰の水酸化バリウム水溶液で加熱還流するとメチルニトラミンの塩が生じる。100 ℃で30日間加熱しても赤いヒュームを発生しないなど、爆薬特性は一見すると優れているが水に濡れると酸性を示すといった欠点もある。
ジニトロジメチルオキサミド 30%、PETN 70% の混合物は 100 ℃で融解する共晶を生成し、均一液体で注填する事ができるとされている。そのときの爆速は 8500m/s に達する。
さらにシュウ酸ジメチルを加える事で融点を下げることが可能で、PETN 60%、ジニトロジメチルオキサミド 30%、シュウ酸ジメチル 10% からなる混合物は融点 82 ℃、溶填爆速 7900 m/s となる。
合成はジメチルオキサミドを 100% 硝酸と反応させるか、硝酸に溶解させ、冷却した後に発煙硫酸を注ぐことで行う。
- 化学式: H3C−N(NO2)−CO−CO−N(NO2)−CH3
- 融点: 124 ℃
- 生成熱: 287 kJ/mol
- 爆速: 7050 m/s (1.5)
- トラウズル値: 127
- 爆発熱: 3kJ/g